# Slowakische Badminton-Mannschaftsmeisterschaft 1995
Die Slowakische Badminton-Mannschaftsmeisterschaft 1995 war die zweite Auflage der Teamtitelkämpfe in der Slowakei. Meister wurde Spoje Bratislava.

## Endstand
| Platz | Team                   | Spiele | G U V  | Spielpunkte | Punkte |
| ----- | ---------------------- | ------ | ------ | ----------- | ------ |
| 1.    | Spoje Bratislava A     | 12     | 11 0 1 | 69:27       | 22     |
| 2.    | Slávia TU Košice       | 12     | 10 1 1 | 68:28       | 21     |
| 3.    | Matejka-Müller Trenčín | 12     | 5 1 6  | 48:48       | 11     |
| 4.    | CEVA Trenčín           | 12     | 5 0 7  | 46:50       | 10     |
| 5.    | Slávia VŠDS Žilina     | 12     | 6 0 6  | 60:36       | 12     |
| 6.    | Slávia Trnava          | 12     | 4 3 5  | 44:52       | 11     |
| 7.    | Spoje Bratislava B     | 12     | 3 3 6  | 39:57       | 9      |
| 8.    | BC Prešov              | 12     | 0 0 12 | 10:86       | 0      |